# 톰 랜토스
토머스 피터 랜토스(영어: Thomas Peter Lantos, 1928년 2월 1일 ~ 2008년 2월 11일)는 미국의 정치인이다.
헝가리 부다페스트에서 태어났으며, 본명은 런토시 터마시 페테르(헝가리어: Lantos Tamás Péter)이다. 그는 유대인이었으므로, 제2차 세계대전 기간 중 독일의 침공을 받았을 때 나치의 수용소에 끌려갔다가 탈출하였다. 1947년 미국으로 이주한 후 시애틀의 워싱턴 대학교와 버클리의 캘리포니아 대학교에서 석박사학위를 취득하였다. 그 후 대학교수, 국제정치 고문 등으로 활동하다 1980년 민주당 소속으로 연방 하원의원 캘리포니아주의 샌프란시스코 남부 교외의 선거구에 출마, 당선되었다. 1981년부터 2008년 사망할 때까지 하원의원으로 재직하며, 외교 분야에서 활발한 활동을 하였다. 미국 의회에서 유일한 홀로코스트 체험자였던 그는, 인권 상황에 특히 관심이 많았으며, 북한 인권과 일본군 위안부 문제 해결에도 업적을 남겼다. 북한을 두 차례 방문하여 핵문제 해결을 위해 노력했고, 북한 인권법을 발의하였다. 2007년 하원 외교위원장 자리에 올랐고, 이 곳에서 일본군 위안부 결의안 채택되는데 크게 기여하였고, 결국 하원 본회의에서 위안부 결의안은 만장일치로 통과되었다. 그 외에도 이라크 전쟁, 다르푸르 분쟁 등의 외교적 해결을 위해 노력하던 중 식도암 진단을 받아 2008년 초, 2008년 11월 치러지는 선거에 출마하지 않겠다고 밝혔으나, 건강이 급속히 악화되어 2008년 2월 11일 80세로 사망하였다. 대한민국 정부는 미국 의회의 위안부 결의안 통과와 북한 인권문제 해결을 위해 헌신적인 노력을 보여준 그에게 수교훈장 광화장을 추서하였다.

## 역대 선거 결과
| 선거명      | 직책명                           | 대수  | 정당   | 득표율 | 득표수    | 결과 | 당락                       |
| ----------- | -------------------------------- | ----- | ------ | ------ | --------- | ---- | -------------------------- |
| 1980년 선거 | 하원의원 (캘리포니아 제11선거구) | 97대  | 민주당 | 46.39% | 85,823표  | 1위  | 캘리포니아주 하원의원 당선 |
| 1982년 선거 | 하원의원 (캘리포니아 제11선거구) | 98대  | 민주당 | 57.08% | 109,812표 | 1위  | 캘리포니아주 하원의원 당선 |
| 1984년 선거 | 하원의원 (캘리포니아 제11선거구) | 99대  | 민주당 | 69.92% | 147,607표 | 1위  | 캘리포니아주 하원의원 당선 |
| 1986년 선거 | 하원의원 (캘리포니아 제11선거구) | 100대 | 민주당 | 74.08% | 112,380표 | 1위  | 캘리포니아주 하원의원 당선 |
| 1988년 선거 | 하원의원 (캘리포니아 제11선거구) | 101대 | 민주당 | 70.96% | 145,484표 | 1위  | 캘리포니아주 하원의원 당선 |
| 1990년 선거 | 하원의원 (캘리포니아 제11선거구) | 102대 | 민주당 | 65.91% | 105,029표 | 1위  | 캘리포니아주 하원의원 당선 |
| 1992년 선거 | 하원의원 (캘리포니아 제12선거구) | 103대 | 민주당 | 68.83% | 157,205표 | 1위  | 캘리포니아주 하원의원 당선 |
| 1994년 선거 | 하원의원 (캘리포니아 제12선거구) | 104대 | 민주당 | 67.42% | 118,408표 | 1위  | 캘리포니아주 하원의원 당선 |
| 1996년 선거 | 하원의원 (캘리포니아 제12선거구) | 105대 | 민주당 | 71.69% | 149,049표 | 1위  | 캘리포니아주 하원의원 당선 |
| 1998년 선거 | 하원의원 (캘리포니아 제12선거구) | 106대 | 민주당 | 73.98% | 128,135표 | 1위  | 캘리포니아주 하원의원 당선 |
| 2000년 선거 | 하원의원 (캘리포니아 제12선거구) | 107대 | 민주당 | 74.52% | 158,404표 | 1위  | 캘리포니아주 하원의원 당선 |
| 2002년 선거 | 하원의원 (캘리포니아 제12선거구) | 108대 | 민주당 | 68.13% | 105,597표 | 1위  | 캘리포니아주 하원의원 당선 |
| 2004년 선거 | 하원의원 (캘리포니아 제12선거구) | 109대 | 민주당 | 68.03% | 171,852표 | 1위  | 캘리포니아주 하원의원 당선 |
| 2006년 선거 | 하원의원 (캘리포니아 제12선거구) | 110대 | 민주당 | 76.05% | 138,650표 | 1위  | 캘리포니아주 하원의원 당선 |

## 참고 자료
- 위키미디어 공용에 톰 랜토스 관련 미디어 분류가 있습니다.
- (영어) 톰 랜토스 - 미국 의회 인명 사전
- 톰 랜토스 - 파인드 어 그레이브
- (영어) 톰 랜토스 - 인터넷 영화 데이터베이스